# Гвен Іфілл
Гвендолін «Гвен» Л. Іфілл (англ. Gwendolyn L. "Gwen" Ifill; 29 вересня 1955 — 14 листопада 2016 року) — американська журналістка, телеведуча і письменниця.

## Біографія
Іфілл народилася в Квінсі, районі Ямайка у місті Нью-Йорк, п'ятою з шести дітей у родині священнослужителя Африканської Методистської Єпископальної Церкви Урсіла (Олівера) Іфілла і Елеонори Іфілл.
Закінчила в 1977 році, здобувши ступінь бакалавра мистецтв, жіночий Коледж Сіммонса в Бостоні, штат Массачусетс. Ще в коледжі вона почала писати статті для місцевої газети Бостон Геральд. З 1981 по 1984 рік працювала в редакції газети The Baltimore Sun, з 1984 по 1991 рік — в The Washington Post, з 1991 по 1994 рік — в The New York Times.
У 1994 році отримала роботу репортеркою на телеканалі NBC. У жовтні 1999 року вона стала ведучою програми Washington Week і першою чорношкірою жінкою провідного політичного ток-шоу на національному телебаченні. Гвен Іфілл стала першою чорношкірою жінкою, що вела віцепрезидентські дебати. 5 жовтня 2004 року Іфілл вела віцепрезидентські дебати між віцепрезидентом, республіканцем Діком Чейні, і сенатором від Північної Кароліни, демократом Джоном Едвардсом. Надалі вона була ведучою на багатьох дебатах, в тому числі Джо Байдена і Сари Пейлін, Гілларі Клінтон і Берні Сандерса.
Гвен Іфілл є авторкою книги-бестселера: «Політика і раса в епоху Обами», що вийшла в день інавгурації Барака Обами.

### Особисте життя
Гвендолін Л. Іфілл померла від раку молочної залози 14 листопада 2016 року, у віці 61 року. За даними телекомпанії CNN вона провела останні дні у Вашингтоні, округ Колумбія, в госпісі, в оточенні рідних і друзів.
Одружена не була, дітей не мала..